# Championnats d'Europe de roller de vitesse 1993
Navigation
Édition précédente Édition suivante
Les championnats d'Europe de roller course 1993, ont lieu du 16 au 25 juillet 1993 à Valence, en France.

## Podiums

### Femmes
| Épreuves           | Or                                                          | Argent                                                  | Bronze                                                   |
| Piste              | Piste                                                       | Piste                                                   | Piste                                                    |
| ------------------ | ----------------------------------------------------------- | ------------------------------------------------------- | -------------------------------------------------------- |
| 300 m              | Valérie Dieumegard                                          | Giovanna Troldi                                         | Michaela Manucci                                         |
| 500 m sprint       | Michaela Manucci                                            | Giovanna Troldi                                         | Inge de Hertoghe                                         |
| 1 000 m sprint     | Giovanna Troldi                                             | Eva Sanchez                                             | Valérie Dieumegard                                       |
| 3 000 m            | Nicoletta Barbe                                             | Eva Sanchez                                             | Araceli Larrea                                           |
| 5 000 m            | Moira Tolomei                                               | Eva Sanchez                                             | Cristina Sanfratello                                     |
| 8 000 m            | Cristina Sanfratello                                        | Caroline Lagrée                                         | Sandrine Plu                                             |
| 10 000 m           | Maria Tereza Garcia                                         | Cristina Sanfratello                                    | Caroline Lagrée                                          |
| 5 000 m par équipe | Espagne Eva Sanchez Maria Tereza Garcia Araceli Larrea      | Allemagne Anne Titze Michaela Heinz Kerstin Sacré       | Belgique Nico Briffaerts Inge de Hertoghe Hilde Pinnoy   |
| Route              |                                                             |                                                         |                                                          |
| 300 m              | Anne Titze                                                  | Sonja Elosegui                                          | Anne-Francoise Leveufre                                  |
| 500 m              | Elisabetta Giorgini                                         | Michaela Manucci                                        | Inge de Hertoghe                                         |
| 1 000 m à point    | Hilde Goovaerts                                             | Edurne Elcano                                           | Anne Titze                                               |
| 3 000 m            | Michaela Manucci                                            | Luana Pilia                                             | Anne Titze                                               |
| 5 000 m            | Sandrine Plu                                                | Hilde Goovaerts                                         | Antonella Mauri                                          |
| 8 000 m            | Hilde Goovaerts                                             | Antonella Mauri                                         | Caroline Lagrée                                          |
| 10 000 m           | Antonella Mauri                                             | Anne Titze                                              | Eva Sanchez                                              |
| 5 000 m par équipe | Italie Michaela Manucci Elisabetta Giorgini Antonella Mauri | Espagne Eva Sanchez Maria Tereza Garcia Nazaret Menedez | Allemagne Anne Titze Michaela Heinz-Gerten Kerstin Sacré |

## Tableau des médailles
- Pays organisateur

| Rang  | Nation    | Or | Argent | Bronze | Total |
| ----- | --------- | -- | ------ | ------ | ----- |
| 1     | Italie    | 17 | 10     | 5      | 32    |
| 2     | France    | 8  | 5      | 9      | 21    |
| 3     | Espagne   | 3  | 9      | 6      | 18    |
| 4     | Belgique  | 2  | 3      | 6      | 11    |
| 5     | Allemagne | 1  | 3      | 5      | 9     |
| 6     | Pays-Bas  | 0  | 1      | 0      | 1     |
| Total | Total     | 31 | 31     | 31     | 93    |

## Sources
- Résultats des Championnats d'Europe, sur le site rollersisters.com.